# Мармыжи (Конышёвский район)
Мармыжи — деревня в Конышёвском районе Курской области России. Входит в состав Машкинского сельсовета.

## География
Деревня находится в северо-западной части Курской области, в пределах Среднерусской возвышенности, в лесостепной зоне, на расстоянии примерно 20 километров (по прямой) к северо-востоку от Конышёвки, административного центра района. Абсолютная высота — 182 метра над уровнем моря.

### Климат
Климат характеризуется как умеренно континентальный, с тёплым летом и умеренно холодной зимой. Среднегодовая температура воздуха — 5,1 °C. Абсолютный минимум температуры воздуха самого холодного месяца (января) составляет −37 °C; абсолютный максимум самого тёплого месяца (июля) — 35 °C. Среднегодовое количество атмосферных осадков составляет 582 мм, из которых 460 мм выпадает в тёплый период.
| Показатель                                                                      | Янв. | Фев. | Март | Апр. | Май  | Июнь | Июль | Авг. | Сен. | Окт. | Нояб. | Дек. | Год  |
| ------------------------------------------------------------------------------- | ---- | ---- | ---- | ---- | ---- | ---- | ---- | ---- | ---- | ---- | ----- | ---- | ---- |
| Средний суточный максимум, °C                                                   | −4,1 | −3,2 | 2,6  | 12,8 | 19,1 | 22,4 | 24,9 | 24,2 | 17,9 | 10,3 | 3,3   | −1,2 | 10,8 |
| Средняя температура, °C                                                         | −6,1 | −5,6 | −0,9 | 8    | 14,5 | 18,1 | 20,6 | 19,7 | 13,8 | 7,1  | 1,1   | −3,1 | 7,3  |
| Средний суточный минимум, °C                                                    | −8,5 | −8,6 | −4,9 | 2,6  | 8,9  | 12,8 | 15,7 | 14,6 | 9,6  | 3,9  | −1,1  | −5,3 | 3,3  |
| Норма осадков, мм                                                               | 51   | 45   | 47   | 51   | 63   | 70   | 80   | 56   | 59   | 58   | 49    | 50   | 679  |
| Источник: Погода по месяцам c ru.climate-data.org(дата обращения: Октябрь 2021) |      |      |      |      |      |      |      |      |      |      |       |      |      |

### Часовой пояс
Деревня Мармыжи, как и вся Курская область, находится в часовой зоне МСК (московское время). Смещение применяемого времени относительно UTC составляет +3:00.

## История
В 1701 году деревня Мармыжи обрела статус села в связи с постройкой Николаевской церкви.

## Население
| 2002 | 2010 |
| ---- | ---- |
| 163  | ↘81  |

### Гендерный состав
По данным Всероссийской переписи населения 2010 года в половой структуре населения мужчины составляли 39,5 %, женщины — соответственно 60,5 %.

### Национальный состав
Согласно результатам переписи 2002 года, в национальной структуре населения русские составляли 93 %.

## Известные уроженцы, жители
Кичигин, Александр Александрович (род. 18 августа 1961, Мармыжи, Конышёвский район, Курская область, РСФСР, СССР) — российский политик. Глава администрации города Железногорска (1999—2003).

## Инфраструктура
Личное подсобное хозяйство.
Основа экономики — сельское хозяйство.

## Транспорт
Деревня доступна автотранспортом.